# Ljungsjön, Södermanland
Ljungsjön är en sjö i Nyköpings kommun i Södermanland och ingår i Trosaåns huvudavrinningsområde.